# John Cocks
John Cocks (23 de agosto de 1966-6 de febrero de 2019), también conocido como John 'Cocksy' Cocks, fue un célebre constructor y presentador de televisión de Nueva Zelanda. Es más notable por trabajar en la serie My House My Castle en la década de 1990 para TV2 de Nueva Zelanda. A finales de la década de 1990 y principios de la década de 2000, Cocks fue una cara prominente en la televisión de Nueva Zelanda como Cocksy, el comerciante favorito de Nueva Zelanda. 

## Carrera televisiva

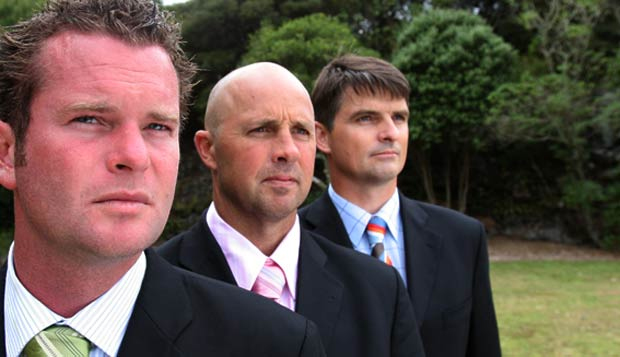
Hamish Dodd, Cocks y Robert Harte en My House My Castle en 2009

Cocks comenzó su carrera en la televisión a finales de los años noventa. Su papel destacado en la televisión es constructor y renovador, aunque ha trabajado en otros proyectos que no están relacionados con la construcción en su carrera. Uno de los primeros programas de televisión en los que apareció fue April's Angels. Apareció en este programa junto a April Ieremia en 1998. Después de esto, Cocks comenzó a aparecer en el popular programa televisivo de renovación de casas de Nueva Zelanda, My House My Castle, como consultor y constructor. Este espectáculo funcionó con éxito desde 1999 hasta 2009. 
A principios de la década de 2000, Cocks también apareció en varios reality shows, como City Celebrity Country Nobody y Celebrity Treasure Island, en la que ganó en la Temporada Uno del programa.
Cocks también fue la voz y el rostro de los comerciales de Carters Building Supplies a principios de la década de 2000. Cocks apareció en la televisión nuevamente en 2013 para el programa de televisión How Did You Do That? junto a Amy Schaeffer y más tarde en 2015 en My Dream Room: Kids Edition con el presentador de radio y televisión Mel Homer. 

## Trabajo televisivo
- April's Angels (1998)
- My House My Castle (1999-2009)[8][9][10][11]
- City Celebrity Country Nobody (2004)[12][5]
- Celebrity Treasure Island (2005)[13]
- Cocksys Day Off (2005)[14][15]
- Jack of All Trades (2008)[16]
- My Dream Room: Edición para niños (2015)[17]
- How Did You Do That? (2013-2017)[18]

## Vida personal
Cocks tuvo tres hijos de un matrimonio anterior. En 2016 fue diagnosticado con cáncer de riñón. En junio de 2017 Cocks se casó con Dana Coote.
Murió el 6 de febrero de 2019 después de una batalla contra el cáncer.